# Robin Melo
Robin Sandor Melo Cornejo (* 6. März 1987 in Santiago) ist ein ehemaliger chilenischer Fußballspieler, der hauptsächlich als linker Außenverteidiger eingesetzt wurde.

## Karriere
Robin Melo begann seine Laufbahn bei Universidad de Chile, wo er bereits in der Jugend gespielt hatte und von 2007 bis 2009 unter Vertrag stand. Während dieser Zeit wurde er 2008 an Unión La Calera ausgeliehen. Anschließend spielte er für Unión Temuco, Deportes Temuco und zuletzt für Deportes La Serena.

## Erfolge
Unión Temuco
- Tercera División: 2009